# To Love-Ru
To Love-Ru (To LOVEる -とらぶる?, To Rabu-Ru) è una serie manga scritta da Saki Hasemi e illustrata da Kentarō Yabuki. La serie è stata pubblicata da Shūeisha nel settimanale Weekly Shōnen Jump e si è conclusa il 24 agosto 2009. In Italia, i diritti del manga sono stati acquistati dalla Star Comics, che ha iniziato la pubblicazione a partire dal 15 febbraio 2011 su Techno a cadenza mensile.
Racconta la vita dello studente liceale Rito Yuuki dopo che ha incontrato e si è fidanzato accidentalmente con la principessa aliena Lala Satalin Deviluke. Il titolo è un gioco di parole sulle parole inglesi in prestito toraburu ("guai") e rabu ("amore"), che fanno riferimento al genere harem della serie. To Love-Ru è noto per il suo fanservice, con Hasemi e Yabuki che ammettono di aver testato i confini di ciò che sarebbe permesso in un manga shōnen.
Il 29 febbraio 2008 è uscito un drama CD con una storia riguardante la serie, mentre il 3 aprile 2008 è iniziata la trasmissione giapponese della serie sulla TBS, grazie alla collaborazione tra Shūeisha, Xebec e Geneon Entertainment, terminata il 25 settembre 2008 dopo 26 episodi trasmessi. Tra l'aprile 2009 e l'aprile 2010 sono stati prodotti e pubblicati 6 episodi in formato OAV. Una seconda serie anime intitolata Motto To Love-Ru -Trouble- è andata in onda da ottobre a dicembre 2010 per 12 episodi.
Nell'ottobre 2010 è iniziata la pubblicazione in Giappone su Jump Square del sequel della serie chiamato To Love-Ru - Darkness - (To LOVEる - ダークネス -?, To Rabu-Ru: Dakunessu), adattato dal 2012 in una serie di OAD e in una serie televisiva anime di 12 episodi.
To Love-Ru e To Love-Ru Darkness hanno venduto oltre 16 milioni di copie in circolazione.

## Produzione

### Sviluppo
Il disegnatore di manga Kentaro Yabuki incontrò lo sceneggiatore di anime Saki Hasemi per la prima volta nel 2005, durante un incontro preliminare per l'adattamento anime della serie precedente di Yabuki Black Cat. Quando Hasemi comunicò a Yabuki di essere interessato a sceneggiare un manga originale, questo rispose che poteva contattarlo per qualunque domanda. Quando arrivò il momento per Yabuki di cominciare una nuova serie, si ritrovò a scontrarsi con un blocco mentale. Il reparto editoriale gli chiese di spingersi in un'altra direzione, ed egli iniziò a sondare il parere di Hasemi. Dopo aver iniziato a lavorare assieme a Yabuki, Hasemi pensò inizialmente a un manga di combattimento shōnen, ma non riuscì a trovare un'idea per un buon "aggancio". Si ricordò poi che Yabuki si era detto intenzionato a creare una commedia romantica, e i due iniziarono a pensare a possibili spunti con facilità. Yabuki creò i primi design e personalità per Rito e Lala, per poi discutere con Hasemi e con il loro supervisore su quale tipo di storia potesse funzionare per loro. Stando a Hasemi, Yabuki era determinato su due aspetti: avere un triangolo amoroso tra Rito, Lala e Haruna, e il fatto che Rito non potesse essere un depravato. Inizialmente concepirono la serie come una commedia incentrata su Rito e Lala, e che soltanto Rito avrebbe spasimato per Haruna. Ma nel corso dei meeting, il concept cambiò in modo da includere anche Haruna tra i protagonisti, e farle nutrire a sua volta sentimenti per Rito, così da enfatizzare l'aspetto di triangolo amoroso. A detta di Hasemi, una volta che Yabuki ebbe l'idea di Peke come "robot spogliatore", divenne chiara la direzione che il manga avrebbe preso.
Avendo lavorato solo su anime e videogiochi fino a quel momento, Hasemi ebbe inizialmente qualche problema a circoscrivere le proprie idee nel formato a 19 pagine di una serializzazione manga settimanale. Il primo editore del duo artistico, Nakamura, lo informava spesso che alcuni dettagli non sarebbero potuti comparire nel capitolo terminato. Per Hasemi, un punto di svolta fu quando Yabuki gli chiese di non cambiare così tanto le scene. Per quanto si tratti di una tecnica molto adoperata negli anime per segnalare momenti di pausa durante l'azione o denotare il passaggio del tempo, nei manga un gran numero di cambi di scena richiede di aumentare anche i pannelli di testo espositivo. L'idea di base fu quella di dare a ciascun capitolo una trama autoconclusiva e di ambientare l'azione in un unico luogo. Hasemi trovò il manga difficile da scrivere; mentre paradossalmente può essere più facile per un autore creare una storia e un worldbuilding complicati, To Love-Ru affida il proprio messaggio interamente all'aspetto visivo e alle emozioni. Yabuki si è sforzato di facilitare la lettura limitando ogni pagina a un massimo di sei vignette, ed evitando l'impiego di vignette distorte. Hasemi e Yabuki sapevano fin da subito che avrebbero apportato molte revisioni alla versione formato volume di To Love-Ru. Ritenevano divertente che i capitoli fossero diversi rispetto alla versione pubblicata su Weekly Shōnen Jump. Ci vollero sei mesi per la pubblicazione del primo volume, in parte perché Yabuki, riguardando i suoi "vecchi" disegni, si sentiva obbligato a "correggerli". Hasemi e Yabuki puntarono fin da subito a una serializzazione di almeno tre anni, nonché a un adattamento anime e a un videogioco, e Hasemi ha dichiarato di aver specificamente architettato la serie per essere facilmente adattabile in formato animato. Verso la fine della serializzazione, Yabuki stava avendo "difficoltà nella vita privata, e si sentiva sul punto di scoppiare in lacrime", ma era felice di essere riuscito a inserire nei momenti finali del manga la stessa "stupida depravazione" che aveva sempre avuto. Si disse inoltre lieto del fatto che erano stati in grado di mantenere la serie divertente fino alla fine, e che non avevano mai deviato dalla premessa originale per trasformarla in un manga di azione più serio.
Come dovesse finire To Love-Ru fu oggetto di molte discussioni, finché Yabuki suggerì che anziché lasciare che Rito si mettesse con qualcuna in particolare, la storia sarebbe potuta finire senza che lui scegliesse affatto. Anche se sia Hasemi sia Uchida, loro editore da ottobre o novembre 2007, erano inizialmente scettici in merito a un "finale senza finale", Hasemi disse a Yabuki che non desiderava davvero concludere la serie, e finì per accettare la sua idea. Volevano che Rito si rendesse conto di essere innamorato di Haruna, ma scelsero di non dare una spiegazione sul perché. Facendo in modo che Lala interpretasse male la situazione, la storia si riallacciava al primo capitolo della serie. Gli autori non sapevano quando avrebbero scoperto che il prossimo capitolo sarebbe stato l'ultimo, e capitò per caso che i personaggi fossero in piscina, il che permise loro di far comparire tutti i personaggi. Durante un'intervista inclusa nel volume finale, Hasemi si disse incerto di quanto potessero rivelare sul loro prossimo manga in fase di progettazione. Al che Yabuki rispose: "Se ce lo permetteranno, sarà To Love-Ru 2!" Entrambi dissero inoltre che non era davvero la fine della serie e del suo mondo, e Yabuki aggiunse di essere personalmente interessato a uno spin-off con Momo e Nana come protagoniste.
Yabuki disse che To Love Ru Darkness era cominciato come un "suo capriccio personale". Disegnò una bozza per uno spin-off e ci "trascinò" Hasemi dentro. Hasemi lo ha descritto come uno spin-off con l'intenzione di portare avanti lo spirito dell'originale, ma al tempo stesso di "adattare le sue relazioni a una nuova direzione di sviluppo". Si è detto soddisfatto di come hanno raffigurato i cambiamenti nel cuore di Momo, e per il fatto che anche Lala e Haruna hanno fatto progressi sul lato romantico. Fu lo stesso Yabuki a decretare il finale di Darkness, annunciandolo a Hasemi, al caporedattore e a tutte le altre persone coinvolte attorno a maggio o giugno 2016, il decimo anniversario del franchise. Aveva svariati motivi: gli eventi contenuti nel diciottesimo volume avrebbero finito di raccontare tutto ciò che c'era da dire "sull'arco Darkness di Momo e Yami come originariamente pianificato"; sia gli autori sia il pubblico erano divenuti troppo desensibilizzati ai contenuti sexy; diciotto volumi era la stessa lunghezza del manga originale; e dieci anni sembrava la lunghezza ideale per un franchise. Yabuki aggiunse che non poteva trascinare To Love-Ru Darkness per sempre senza motivo, perché teneva troppo all'opera. Nel volume finale, Hasemi ha descritto la conclusione di Darkness come "una sorta di tappa intermedia" che lascia aperta la domanda su che cosa accade realmente alla fine, ed entrambi i creatori hanno dichiarato che non si trattava della fine di To Love-Ru.

## Trama
La storia ruota attorno a Rito Yūki, uno studente delle superiori che non riesce a confessare il suo amore per la ragazza dei suoi sogni, Haruna Sairenji. Un giorno, appena tornato a casa, mentre si faceva il bagno, gli appare all'improvviso una misteriosa ragazza tutta nuda comparsa dal nulla.
Il suo nome è Lala e proviene dal pianeta Deviluke, dove lei è l'erede al trono. Suo padre vuole che torni sul suo pianeta così che possa sposare uno degli spasimanti, ma lei decide che vuole, al contrario, sposarsi con Rito e rimanere così sulla Terra. Al capitano Zastin è stato ordinato di riportare Lala e di combattere contro Rito. Egli riporta all'imperatore che Rito avrebbe l'intenzione di sposare Lala, dopo aver udito Rito dire che il matrimonio è un qualcosa di impossibile a meno che non lo si faccia con la persona amata (Rito in quel momento cercava di difendersi dai loro attacchi, ma Zastin e Lala hanno pensato che stesse al contrario cercando di difendere Lala).
Con questa frase, Lala si innamora follemente di Rito e decide di doverlo assolutamente sposare. Suo padre decide che, se Rito è in grado di proteggere Lala e di tenerla al suo fianco, allora può rimanere con lei, ma se Rito non è in grado di proteggerla, il padre di Lala ucciderà Rito e distruggerà la Terra.

## Personaggi
To Love-Ru -Trouble- vede come protagonisti delle sue vicende Rito Yūki e le due ragazze Lala Satalin Deviluke e Haruna Sairenji.
Rito Yūki (結城リト?, Yūki Rito) è un liceale quindicenne innamorato della sua compagna di classe Haruna Sairenji e che ha sempre fallito nel dichiararle i propri sentimenti. Rito è un ragazzo molto gentile e altruista, caratteristica per la quale diverse ragazze, nonostante le imbarazzanti situazioni in cui si trovano insieme a lui, provano qualcosa per lui o comunque nutrono simpatia nei suoi confronti. Vive con la sorella minore Mikan, la quale nonostante frequenti solamente il quinto anno delle elementari è una bambina matura per la sua età e molto abile nelle faccende di casa, anche a causa del fatto che i genitori restano spesso lontani da casa per lavoro. Un giorno la vita di Rito cambia nel momento in cui la giovane aliena Lala appare nuda all'improvviso nel suo bagno mentre si trova in doccia.
Lala Satalin Deviluke (ララ・サタリン・デビルーク?, Rara Satarin Debirūku) è la principessa del pianeta Deviluke ed è scappata via da casa perché non aveva alcuna intenzione di sposarsi. Ha una forma fisica invidiata da tante donne e possiede una mente geniale, tramite la quale sviluppa oggetti e invenzioni incredibili, che però spesso finiscono con avere difetti e causano tanti guai a coloro che la circondano, in particolare a Rito. Tra tutte le invenzioni solamente una è riuscita senza difetti e si tratta di Peke, che genera i vestiti indossati da Lala ogni giorno e le dà consigli. All'inizio dichiara di amare Rito per evitare di ritornare su Deviluke e sposarsi con persone per lei del tutto estranee e si trasferisce in casa di Rito, oltre ad iniziare a frequentare il suo stesso liceo. Tuttavia, con il passare del tempo, si innamora profondamente di lui, tanto da proporgli più volte un vero matrimonio. Lala ha due sorelle minori, Momo Belia Deviluke e Nana Asta Deviluke, le quali anche loro in seguito decidono di fuggire da casa per non continuare gli studi e di raggiungere la loro sorella maggiore sulla Terra. Ad affiancare la principessa Lala sulla Terra è rimasto il capo della guardia reale di Deviluke, Zastin, il quale dopo aver fallito nel far tornare la figlia del sovrano a casa rimane per proteggerla da eventuali pericoli che avrebbe dovuto affrontare sulla Terra.
Haruna Sairenji (西連寺春菜?, Sairenji Haruna) è una coetanea di Rito e sua compagna di classe nell'istituto da loro frequentato. Molto diligente e gentile, anche lei è innamorata di Rito, ma tuttavia lei non ha mai trovato il coraggio di dichiararsi, sia per il rapporto speciale che si è instaurato tra loro e sia e anche a causa dell'amicizia nata tra lei e Lala nel corso delle vicende. Vive con sua sorella maggiore Akiho ed il loro Boston Terrier Maron in un piccolo appartamento e nutre una profonda paura dei fantasmi e di tutto ciò che riguarda il sovrannaturale.
Con l'arrivo di Lala sulla Terra diversi alieni arrivano sulla Terra con intenzioni più o meno ostili nei confronti di Rito, tra i quali anche spasimanti che cercano di ottenere la mano di Lala. Ren Elsie Jeweria (レン・エルシ・ジュエリア?, Ren Erushi Jueria) è uno degli spasimanti di Lala e inizia a frequentare lo stesso liceo di Rito con l'intento di batterlo e sposare Lala. Ha la strana abilità che gli consente di cambiare sesso e personalità e di diventare la sua controparte Run Elune Jeweria (ルン・エルネ]・ジュエリア?, Run Elune Jueria), la quale per un malinteso s'innamora di Rito e inizia una carriera che la porta a diventare un'idol di successo. Oscurità d'Oro (金色の闇?, Konjiki no Yami) — poi più conosciuta come Yami, soprannome datole da Lala — è un'aliena con l'abilità di trasformare ogni parte del suo corpo in armi che tenta di uccidere Rito su ordine di uno degli spasimanti di Lala. Nonostante poi l'incarico si rivelerà poi nullo, Yami continuerà a considerare Rito suo obiettivo da eliminare e per questo lo proteggerà da coloro che lo vogliono uccidere per il semplice fatto che tale azione dev'essere da lei eseguita nel momento che riterrà più opportuno.
Nella serie fanno la loro apparizione anche diversi compagni di classe dei protagonisti e tra loro i più ricorrenti sono Yui Kotegawa e Saki Tenjoin. Yui Kotegawa (古手川 唯?, Kotegawa Yui) è una compagna di classe di Rito a partire dal secondo anno di liceo e presidente del comitato disciplinare degli studenti che non sopporta i gesti da lei considerati immorali, mentre Saki Tenjōin (天条院 沙姫?, Tenjōin Saki) è una studentessa di un anno più grande di Rito considerata da tutti gli studenti la regina dell'istituto Sainan e che ritiene Lala sua rivale per tale titolo.

## Manga
Il manga To Love-Ru è stato scritto dallo sceneggiatore Saki Hasemi, mentre i disegni sono a cura di Kentarō Yabuki. La serie è stata serializzata sulla rivista per manga shōnen Weekly Shōnen Jump, edita da Shūeisha, tra il numero pubblicato il 24 aprile 2006 e il numero 40 del 2009, uscito il 31 agosto 2009. Negli oltre tre anni di serializzazione sono stati pubblicati 162 capitoli, i quali sono stati raccolti in diciotto volumi in formato tankōbon pubblicati in Giappone da Shueisha a cadenza variabile tra la bimestrale e trimestrale: il primo volume è stato pubblicato il 16 novembre 2006, mentre il diciottesimo ed ultimo volume è uscito il 2 aprile 2010. La versione pubblicata su Shonen Jump è stata soggetta a modifiche volte a nascondere le nudità dei personaggi femminili, mentre sui tankōbon è stata pubblicata una versione integrale dei capitoli.

### Edizione italiana
Durante l'edizione del 2010 del Lucca Comics & Games, la casa editrice Star Comics ha annunciato l'acquisizione dei diritti per la pubblicazione del manga sul mercato italiano. Oltre all'annuncio sono stati rivelati dettagli riguardo alla distribuzione dell'opera, la quale sarebbe avvenuta a cadenza mensile e a partire dal 15 febbraio 2011 e disponibile sia in edicola che in fumetteria. Il primo volume è stato inoltre messo in vendita attraverso una promozione della durata di un mese, che ha permesso ai lettori di acquistare l'albo ad un prezzo speciale inferiore a quello completo. La pubblicazione, avvenuta nella collana Techno dal numero 201 al numero 218, si è conclusa il 18 luglio 2012 con la pubblicazione del diciottesimo ed ultimo volume.
La serie è stata pubblicata seguendo l'edizione tankōbon e pertanto senza censure. Nel primo volume sono presenti alcuni errori di traduzione, il più evidente dei quali riguarda il personaggio di Mikan Yuki, che viene presentata erroneamente come sua sorella maggiore.

### Altre edizioni
Oltre che in Giappone e in Italia, To Love-Ru è stato pubblicato in altri paesi del mondo. Data la particolarità della serie, ci sono stati diversi adattamenti, contrastanti tra loro e con la versione originale.
In Taiwan la serie è stata pubblicata da Tong Li Publishing dal 6 agosto 2007 al 28 maggio 2010. In questa edizione del manga sono state apportate varie censure volte a ridurre il livello di fanservice presente: infatti è stata adottata l'edizione pubblicata in Giappone su rivista invece che la versione pubblicata in formato tankobon.
La serie è giunta anche a Hong Kong, dove la casa editrice che cura la serie ha optato per l'innalzamento della fascia d'età per cui la serie viene pubblicata e ha reso To Love-Ru una serie vietata ai minori di 18 anni, onde evitare censure e pubblicare la stessa edizione presente nei tankōbon originali.
In Francia la serie è stata pubblicata da Editions Tonkam, mentre l'edizione pubblicata in Germania è a cura di Tokyopop Germany.

### Somiglianze e richiami aBlack Cat
Il maestro Yabuki, in To Love-Ru, non ha potuto fare a meno di citare, più o meno esplicitamente, la sua precedente e famosa opera Black Cat. Il richiamo più evidente è il personaggio di Oscurità d'Oro, sostanzialmente un doppio di Eve. I personaggi, oltre ad assomigliarsi fisicamente, condividono abilità (le nanomacchine per Eve, la trans-abilità per Yami), carattere e passione per i libri. Altre citazioni sono:
- Il personaggio di Kyoko Kirisaki/Magical Kyoko (praticamente lo stesso personaggio, con la medesima abilità di manipolare il fuoco).
- Il personaggio di Train Heartnet, che compare in To Love-Ru con il nome di Kuro ("Nero") in tre soli capitoli[23].
- Il gatto Shiro Neko ("Gatto bianco"), evidente parodia di Kuro neko ("Black Cat"), che compare (senza un ruolo rilevante) in svariati capitoli[24]. Nel capitolo 93, in particolare, Magical Kyoko lo chiama Shirone ("shiro-neko").
- Nei capitoli 70[25] e 73[26] Peke e Rito (rispettivamente) tengono in mano un manga che raffigura il protagonista di Black Cat in versione gatto.
- Lo stesso maestro Yabuki, nei commenti di inizio manga, è solito rappresentarsi come un gatto con gli occhiali.[27]

## Anime
A partire dal 2008 lo studio d'animazione Xebec si è occupato della produzione di vari adattamenti ad anime dedicati a To Love-Ru: una serie televisiva di 26 episodi, sei OAV e una seconda serie di 12 episodi. Tutti e tre gli adattamenti restano inediti in Italia.

### To LOVE-Ru: Trouble(2008)

Logo della serie

La produzione di una prima serie televisiva anime dedicata a To Love-Ru è stata annunciata nel mese di dicembre 2007 e tramite una fascetta promozionale allegata al settimo volume del manga, pubblicato nel gennaio 2008. Un primo video promozionale è stato postato sul sito ufficiale della serie nella prima metà di gennaio 2008, succeduto da un secondo, confermante la data di inizio delle trasmissioni fissata per il 3 aprile 2008. Le animazioni sono state curate dallo studio Xebec, la regia è a cura di Takao Kato e Yuichi Ōka, che si è occupato anche del character design, e le musiche sono a cura di Takeshi Watanabe.
La messa in onda è iniziata il 3 aprile 2008 sulla rete giapponese TBS alle 26.00 di notte (JST), equivalenti alle 02.00 del giorno successivo. Tra gli anime derivati dalle serie di Shōnen Jump, è uno dei programmi trasmessi ad orario più tardo, successivo anche a Death Note, trasmesso subito dopo la mezzanotte. TBS, insieme a Xebec, Shueisha, Geneon e Avex si è occupata della produzione e detiene i diritti della trasmissione televisiva in anteprima per la regione di Kanto. Nelle settimane successive la serie è andata in onda anche nelle altre regioni giapponesi e a partire dal 24 aprile anche in prima visione nazionale. La messa in onda si è conclusa nel mese di settembre 2008, per un totale di 26 episodi trasmessi. La trasmissione è avvenuta come da seguente ordine di messa in onda sulle reti nipponiche:
| Aree di trasmissione   | Canale di trasmissione | Giorno di trasmissione | Orario di trasmissione | Note                                                          |
| ---------------------- | ---------------------- | ---------------------- | ---------------------- | ------------------------------------------------------------- |
| Regione di Kantō       | TBS                    | 3 aprile 2008 -        | Venerdì 01.55 - 02.25  | Il primo episodio è stato trasmesso con 34 minuti di ritardo. |
| Regione di Kinki       | MBS                    | 19 aprile 2008 -       | Domenica 02.55 - 03.25 | All'interno di Anime shower.                                  |
| Regione di Nagoya      | CBC                    | 23 aprile 2008 -       | Giovedì 02.50 - 03.20  |                                                               |
| Trasmissione nazionale | BS-i                   | 24 aprile 2008 -       | Venerdì 01.00 - 01.30  | Trasmissione in digitale della BS                             |

In Giappone la serie è stata pubblicata da Geneon Entertainment per il mercato home video in DVD, con all'interno scene inedite e senza censure. Il primo DVD contiene due episodi, mentre i successivi contengono invece 3 episodi ciascuno.
- Prima uscita: 25 luglio 2008
- Seconda uscita: 22 agosto 2008
- Terza uscita: 26 settembre 2008
- Quarta uscita: 24 ottobre 2008
- Quinto numero: 28 novembre 2008
- Sesto numero: 19 dicembre 2008
- Settimo numero: 23 gennaio 2009
- Ottavo numero: 27 febbraio 2009
- Nono numero: 27 marzo 2009

La sigla di apertura utilizzata è forever we can make it! dei THYME, mentre come sigle di chiusura sono stati usati due brani, entrambi di Anna Santos dei Bon-Bon Blanco: Lucky tune (「ラッキーチューン」?, Rakkī chūn) per i primi tredici episodi e Kiss no yukue (kissの行方?) per i successivi. I brani sono stati pubblicati da Avex Entertainment in singoli maxi.

### To LOVE-Ru -Trouble-(OAV, 2009)
Nel 2009 in allegato a diversi volumi del manga sono stati pubblicati sei DVD contenenti episodi anime inediti. Lo staff e il cast sono i medesimi della serie televisiva e sono parzialmente tratti dal manga. Il primo DVD è stato annunciato sul secondo numero del 2009 di Weekly Shonen Jump ed è stato pubblicato in allegato al tredicesimo volume del manga il 3 aprile 2009. Gli OAV successivi sono stati annunciati tramite il sito ufficiale dell'anime e il secondo OAV è stato pubblicato il 4 giugno 2009 in allegato al quattordicesimo volume, mentre il 4 agosto insieme al quindicesimo è stato pubblicato il terzo DVD.

### Motto To LOVE-Ru: Trouble(2010)
Sul trentunesimo numero di Weekly Shonen Jump del 2010, pubblicato a fine giugno di quell'anno, è stata annunciata la produzione di una nuova serie animata, prodotta e animata sempre a cura dello studio Xebec e diretta da Atsushi Otsuki. Sul trentatreesimo numero di Shonen Jump del 2010 viene rivelato che la nuova serie è intitolata Motto To LOVE-Ru -Trouble- e che il debutto è previsto per l'autunno di quell'anno. La trasmissione è poi iniziata il 5 ottobre 2010 su Tokyo MX e successivamente ha debuttato a livello nazionale su AT-X. La sigla d'apertura è Loop-the-Loop cantata da Kotoko e quella di chiusura è Baby Baby Love di Haruka Tomatsu.

### Censura
To Love-Ru: Trouble durante la trasmissione televisiva ha subito delle censure nel video: è stato aggiunto infatti del vapore digitale in più a quello già presente in tutte le scene nelle quali Lala appariva nuda. Tale censura variava da emittente a emittente. Inoltre la prima sigla di chiusura è stata trasmessa censurata per non mostrare Lala in costume applicando un filtro colorato in movimento che lascia dei buchi per vedere parzialmente il video originale. Anche la sigla di apertura ha subito una censura nel finale, quando Lala appare su un manifesto pubblicitario. Tutte queste censure non sono invece presenti nell'edizione home video. I sei OAV pubblicati in allegato al manga non hanno subito alcuna censura, ma si mantengono comunque su un livello più leggero di erotismo rispetto al manga. La seconda serie ha avuto invece censure ben più evidenti della prima, tra cui dei fasci di luce applicati per coprire le nudità delle ragazze. Tale censura non è presente sia nell'edizione trasmessa da AT-X che nell'edizione home video.

## Altri media

### Drama CD
Un drama CD dedicato a To Love-Ru è stato pubblicato il 29 febbraio 2008 e racconta una storia originale rispetto agli eventi presenti nel manga. Il cast di doppiatori è lo stesso della serie televisiva anime.

### Videogiochi
Due videogiochi dedicati alla serie sono stati pubblicati. Il primo è una visual novel in grafica 2D e 3D intitolato To Love-Ru -Trouble- Wakuwaku! Rinkai gakkō hen (To LOVEる-とらぶる- ワクワク! 林間学校編?, To Love-Ru -Toraburu- Wakuwaku! Rinkai Gakkō Hen) ed è stato pubblicato per Nintendo DS il 28 agosto 2008. Il secondo è una visual novel d'avventura per PSP intitolato To Love-Ru -Toraburu- Doki Doki! Rinkai Gakkō Hen (To LOVEる-とらぶる- ドキドキ! 臨海学校編?) ed è stato pubblicato il 2 ottobre 2008.

### Radio web
A partire dal 28 marzo 2008 è iniziata via internet una trasmissione radio dal titolo Radio To Love-Ru -Trouble- 〜Meino - Shayuri no Sainan kōkō hōsōbu〜 (ラジオ To LOVEる -とらぶる- 〜明乃・紗友里の彩南高校放送部〜?, Rajio To LOVERu - Toraburu- 〜Meino - Shayuri no Sainan kōkō hōsōbu〜). La diretta è stata affidata ad Akeno Watanabe, voce di Rito Yūki nella serie anime, e a Sayuri Yahagi, voce di Haruna Sairenji. La distribuzione è stata curata da Animate TV. Nei giorni successivi alla trasmissione del primo episodio dell'anime, sono stati resi disponibili online cinque episodi della trasmissione radio:
- Notizie preliminari (予告?, Yokoku): trasmesso a partire dal 28 marzo 2008.
- Piacere di conoscervi! Presentazioni dalla coppia Rito & Haruna (はじめまして！ リト&春菜コンビをよろしく!!?, Hajimemashite! Rito & Haruna konbi wo yoroshiku!!): trasmesso a partire dal 4 aprile 2008.
- Titolo non disponibile
- Titolo non disponibile
- La comparsa di Satomi Arai nel ruolo di Peke! Esplosione ad alta tensione!! (ペケ役の新井里美さんが登場！ ハイテンション炸裂!!?, Peke yaku no Satomi Arai-san ga dōjō! Haitenshon sakuretsu!!): trasmesso a partire dal 9 maggio 2008.
- Le tre ragazze si riscaldano con i dibattiti sull'amore! (女の子3人が恋愛談議でヒートアップ！?, Onna no ko 3-nin ga renai dangi de hīto appu!): trasmesso a partire dal 16 maggio 2008.

Gli episodi sono stati successivamente raccolti in due CD album: il primo CD è stato pubblicato da Geneon Universal il 25 giugno 2008, mentre il secondo il 22 agosto 2008.

## Spin-off/sequel
A partire dal 4 ottobre 2010 è iniziata la serializzazione, su Jump Square, di una nuova serie intitolata To Love-Ru Darkness, disegnata sempre da Kentarō Yabuki e scritta da Saki Hasemi. Gli autori l'hanno definita uno spin-off della serie To Love-Ru per il cambio di rilevanza dato ad alcuni personaggi femminili: Lala e Haruna diventano personaggi secondari, mentre acquisiscono maggiore importanza Momo e Nana. Tuttavia la serie può essere anche considerata a tutti gli effetti un sequel di To Love-Ru, in quanto riprende e prosegue la narrazione degli eventi proprio da dove si è interrotta la prima serie.

## Accoglienza

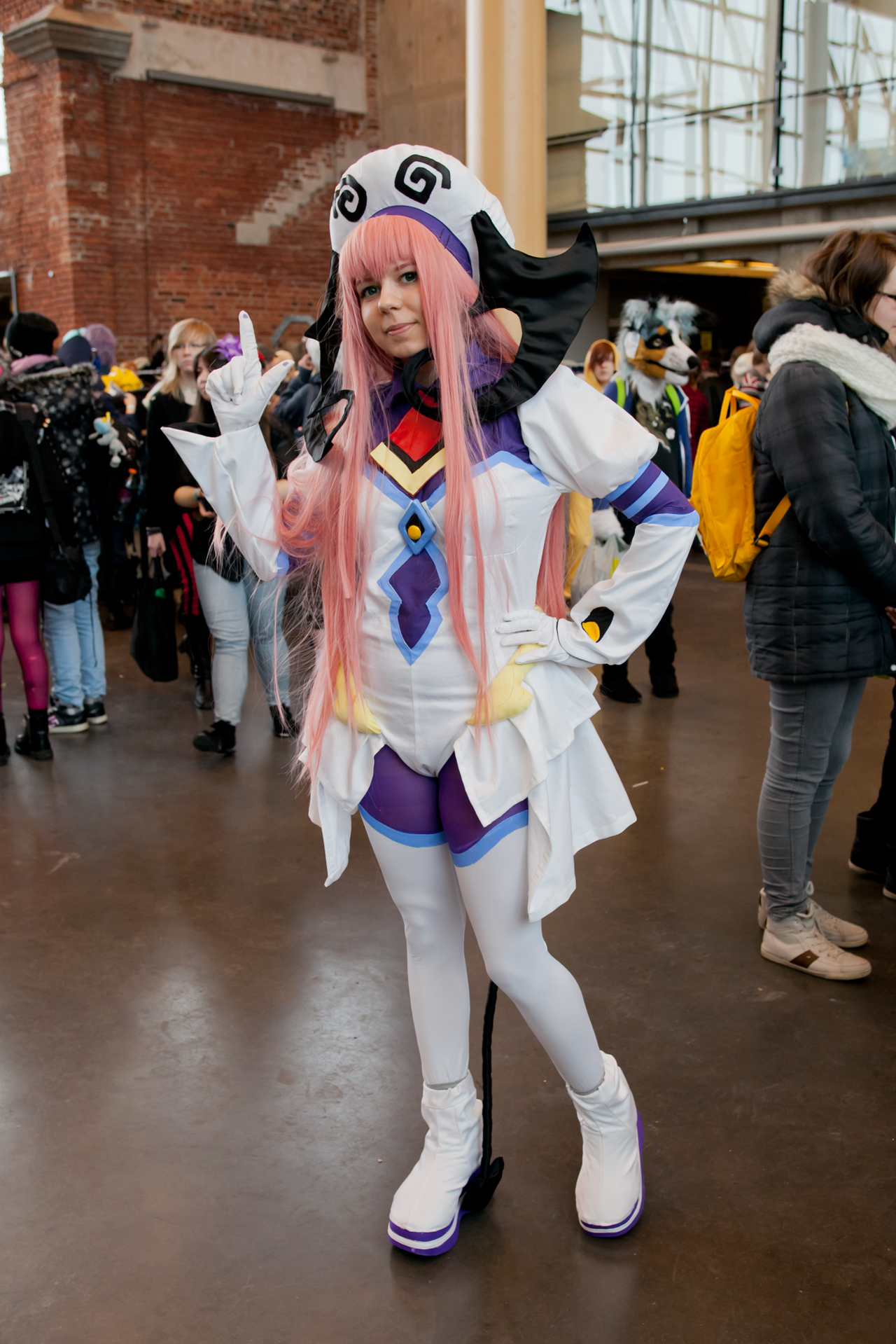
Un cosplay dedicato al personaggio di Lala.

### Vendite
In Giappone il quarto volume di To Love-Ru si è posizionato al quarto posto tra i titoli più venduti nella settimana dal 5 all'11 giugno 2007. Il settimo volume del manga in Giappone si è posizionato al primo posto nella classifica dei manga più venduti nella settimana dal 1° al 7 gennaio 2008 e al quarto posto nella settimana successiva. L'ottavo volume si è classificato quinto nella settimana dal 4 al 10 marzo 2008 e ottavo nella settimana successiva. Il nono volume del manga si è classificato settimo nella settimana dal 29 aprile al 5 maggio 2008 e quarto la settimana seguente. Il decimo volume si posizionato al terzo posto nella classifica dei manga più venduti nella settimana dal 5 all'11 agosto 2008. L'undicesimo volume si è classificato quarto nella settimana dal 30 settembre al 6 ottobre 2008 e quinto nella settimana seguente. Il dodicesimo volume si è posizionato al terzo posto nella settimana dal 6 al 12 gennaio 2008. e quindicesimo la settimana seguente. Il tredicesimo volume si è posizionato al settimo posto con 85 154 copie vendute nella settimana dal 31 marzo al 6 aprile 2009 e al nono posto con 63 287 copie vendute la settimana seguente, per un totale di 148 441 copie vendute nelle prime due settimane di vendita.
Il quattordicesimo volume si è classificato settimo con 106 207 copie vendute nella settimana dal 1° al 7 giugno 2009 e tredicesimo la settimana seguente con 42 648 copie vendute, per un totale di 148.855 vendute nelle prime due settimane di vendita. Il quindicesimo volume si è posizionato settimo nella settimana dal 3 al 9 agosto 2009 con 129 490 copie vendute e sedicesimo la settimana seguente con 39 406 copie vendute, per un totale di 168 896 copie vendute nelle prime due settimane di vendita. Il sedicesimo volume è arrivato al sesto posto nella settimana dal 2 all'8 novembre 2009 con 102 242 copie vendute e diciottesimo la settimana seguente con 31 149 copie vendute, per un totale di 133 391 copie vendute nelle prime due settimane di vendita. Il diciassettesimo volume si è posizionato quarto nella settimana dal 1° al 7 febbraio 2010 con 88 709 copie vendute e sedicesimo la settimana seguente con 37 017 copie vendute, per un totale di 125.726 in due settimane. Il diciottesimo ed ultimo volume si è posizionato al nono posto nella settimana dal 29 marzo al 4 aprile 2010 con 71 995 copie vendute e decimo la settimana seguente con 54 495 copie vendute, per un totale di 126.490 nelle prime due settimane di vendita.
Il primo DVD dell'edizione home video di To LOVE-Ru: Trouble si è classificato al nono posto tra gli anime più venduti nella settimana dal 24 al 30 luglio 2008 e decimo la settimana seguente.
In un sondaggio condotto nel 2018 dal sito web Goo Ranking, gli utenti giapponesi hanno votato i loro anime preferiti usciti nel 2008 e To Love-Ru è arrivato all'undicesimo posto con 100 voti.

### Sondaggio suShōnen Jump
Un sondaggio indetto da Shōnen Jump ha valutato il gradimento dei fans nei confronti dei vari personaggi della serie con i seguenti risultati (da questo elenco sono esclusi personaggi come Nana e Momo apparsi solo successivamente nel manga mentre a Celine non era ancora stato dato un nome).
1. Lala Satalin Deviluke 5.472 voti
2. Haruna Sairenji 3.076 voti
3. Konjiki no Yami 3.008 voti
4. Mikan Yuuki 2.472 voti
5. Rito Yuuki 2.201 voti
6. Yui Kotegawa 2.103 voti
7. Saki Tenjōin 2.086 voti
8. Run Elsie Jeweria 1.069 voti
9. Peke 763 voti
10. Rin Kujō 554 voti
11. Zastin 447 voti
12. Ryōko Mikado 437 voti
13. Gid Lucione Deviluke 336 voti
14. Aya Fujisaki 326 voti
15. Ren Elsie Jeweria 223 voti
16. Maron 121 voti
17. Kentarou Yabuki 102 voti
18. Ragazza massaggiata (pag. 162 Vol. 4) 52 voti
19. Akiho Sairenji 44 voti
20. Mio Sawada 32 voti
21. Risa Momioka 28 voti
22. Kyoko Maohu Shojo 14 voti
23. Cajirinu 13 voti
24. Paku Paku Eater-Kun 11 voti
25. Kun Kun Trace-Kun 10 voti
26. Pianta gigante (poi Celine) 6 voti
27. Direttore / Poliziotto 5 voti
28. Intimo di Lala / Momemitsu / Ghi Bree / Sasuga-sempai 4 voti
29. Saibai Yuuki / Kenichi Saruyama 3 voti
30. Il gatto bianco (Kentarō Yabuki) / Kasuko Futoki (libro letto da Yami nel cap. 49) 2 voti
31. Saki Hasemi / Takami (padrona della locanda cap. 5) / Tifone / Uomo analizzato da Peke / Altri 1 voto